# Kościół św. Jadwigi Śląskiej w Prądach
Kościół pod wezwaniem św. Jadwigi Śląskiej – rzymskokatolicki kościół filialny znajdujący się w miejscowości Prądy w województwie opolskim, powiecie opolskim, gminie Dąbrowa. Kościół należy do parafii Najświętszego Serca Pana Jezusa w Wawelnie, w dekanacie Prószków, diecezji opolskiej.

## Historia
Kościół w Prądach w źródłach pisanych wzmiankowany jest po raz pierwszy w „Die Rechnung...” – rejestrze świętopietrza w archidiakonacie opolskim z 1447 roku, i to już jako siedziba funkcjonującej w ramach archiprezbiteriatu niemodlińskiego samodzielnej parafii. Według historyków, parafia w miejscowości tej, powstała na przełomie XIII i XIV wieku, świadczy o tym specyficzne patrocinium (wezwanie) św. Jadwigi Śląskiej, zatem pierwszy drewniany kościół w Prądach powstał zapewne w okresie nieco wcześniejszym.
Sama miejscowość Prądy w zachowanych dokumentach historycznych jest uchwytna jako wieś rycerska dopiero w 1328 roku.
Na przestrzeni wieków losy kościoła podlegały znacznym zmianom. Urbarz niemodliński z roku 1581 podaje, że kościół w Prądach jest świątynią filialną, a posługę pełni tam pleban parafii Wniebowzięcia Najświętszej Maryi Panny w Niemodlinie. Z kolei wykaz kościołów diecezji wrocławskiej z 1667 roku, wymienia kościół w Prądach znowu jako świątynię parafialną. W tym okresie parafia w Prądach obejmuje swym zasięgiem także kościół w Tułowicach, gdzie parafia zanikła w okresie reformacji. Samodzielna parafia w tej miejscowości funkcjonuje jeszcze w 1783 roku, źródło pod tą datą potwierdza istnienie w Prądach kościoła oraz plebanii.
Obecny kościół zbudowano w latach 1828–1831. W tym okresie kościół w Prądach funkcjonował już jako filia parafii w Tułowicach. Stan ten utrzymywał się do roku 1945 kiedy to został przyłączony do parafii w Wawelnie.